# Pamporovo

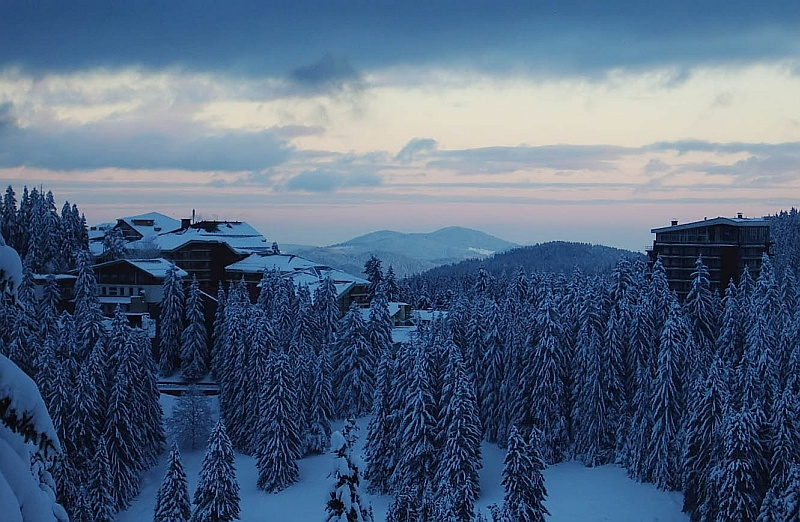

Pamporovo (en bulgare : Пампорово) est la plus grande et la plus fréquentée des stations de ski bulgares. Elle se situe dans la montagne des Rhodopes, à 250 km de Sofia, direction sud-ouest, 80 km au sud de Plovdiv. La ville la plus proche est Smoljan, à 11 km.
Pamporovo se déploie à hauteur de 1 650 m, au pied du mont Snežanka (1 926 m). Au départ de son sommet partent plusieurs pistes de ski en direction de la station et de la zone des lacs de Smoljan. Le sommet de Snežanka est couronné par une tour de 156 m, qui sert de relais télévisuel.